# Kick (INXS)
Kick è il sesto album degli INXS, pubblicato nel 1987 da Atlantic Records.
Il disco è stato anticipato dal singolo Need You Tonight.

## Tracce
1. Guns in the Sky - 2:20 (Michael Hutchence)
2. New Sensation - 3:39 (Andrew Farriss - Michael Hutchence)
3. Devil Inside - 5:11 (Andrew Farriss - Michael Hutchence)
4. Need You Tonight - 3:04 (Andrew Farriss - Michael Hutchence)
5. Mediate - 2:32 (Andrew Farriss)
6. The Loved One - 3:25 (Ian Clyne, Gerry Humphreys, Rob Lovett)
7. Wild Life - 3:07 (Andrew Farriss - Michael Hutchence)
8. Never Tear Us Apart - 3:02 (Andrew Farriss - Michael Hutchence)
9. Mistify - 3:15 (Andrew Farriss - Michael Hutchence)
10. Kick - 3:00 (Andrew Farriss - Michael Hutchence)
11. Calling All Nations - 3:00 (Andrew Farriss - Michael Hutchence)
12. Tiny Daggers - 3:29 (Andrew Farriss - Michael Hutchence)

## Formazione
- Michael Hutchence - voce
- Tim Farriss - chitarra
- Andrew Farriss - tastiere, piano chitarra
- Kirk Pengilly - chitarra, sassofono, cori
- Garry Beers - basso, cori
- John Farriss - batteria

## Classifiche

### Classifiche settimanali
| Classifica (1987/88) | Posizione massima |
| -------------------- | ----------------- |
| Australia            | 1                 |
| Austria              | 15                |
| Canada               | 1                 |
| Francia              | 3                 |
| Germania             | 11                |
| Italia               | 15                |
| Nuova Zelanda        | 1                 |
| Paesi Bassi          | 4                 |
| Regno Unito          | 9                 |
| Stati Uniti          | 3                 |
| Svezia               | 21                |
| Svizzera             | 25                |

### Classifiche di fine anno
| Classifica (1987) | Posizione |
| ----------------- | --------- |
| Nuova Zelanda     | 30        |
| Classifica (1988) | Posizione |
| Australia         | 1         |
| Nuova Zelanda     | 8         |
| Stati Uniti       | 4         |

### Classifiche di fine decennio
| Classifica (1980-89) | Posizione |
| -------------------- | --------- |
| Australia            | 10        |